# サン・マウロ・チレント
サン・マウロ・チレント（伊: San Mauro Cilento）は、イタリア共和国カンパニア州サレルノ県にある、人口約900人の基礎自治体（コムーネ）。

## 地理

### 位置・広がり

#### 隣接コムーネ
隣接するコムーネは以下の通り。
- モンテコーリチェ
- ポッリカ
- セッラメッツァーナ
- セッサ・チレント

## 行政

### 分離集落
サン・マウロ・チレントには、以下の分離集落（フラツィオーネ）がある。
- Casalsoprano, Casalsottano, Mezzatorre